# داراویتسا
داراویتسا (به لاتین: Đeravica) یک کوه در کوزوو است که در دچانی واقع شده‌است. داراویتسا ۲٬۶۵۶ متر بالاتر از سطح دریا واقع شده‌است.